# Луарский тоннель
Луарский тоннель (осет. Луары тъунел) — автодорожный тоннель на 43-м км Транскавказской автомагистрали. Находится напротив покинутого села Луар (село расположено на западном берегу реки Ардон, тоннель — на восточном), примерно в полутора километрах южнее села Нижний Унал (Алагирский район, Северная Осетия) по Транскаму. Протяженность тоннеля — 821 м, он является вторым по протяженности на Транскавказской автомагистрали после Рокского тоннеля. Высота над уровнем моря — 900 м. Тоннель проложен через мыс на отроге главного Кавказского хребта. Со стороны реки Ардон мыс огибается грунтовой дорогой.
Тоннель имеет четыре штольни, которые используются в качестве вентиляционных и эвакуационных.

## Геологические условия
Тоннель проложен в толще переслаивающихся кварцевых алевролитов и песчаников с мощностью слоев от нескольких сантиметров до 0,5 м. В районе устройства второй по ходу пикетажа штольни (ПК 03+30) тоннель пересекает тектоническое нарушение мощностью до 1 м с дресвяно-песчанистым заполнителем.

## Схема тоннеля
В плане тоннель включает в себя кривую радиусом 500 м, эта кривая начинается от северного портала и имеет длину 150 м, далее тоннель в плане расположен на участке прямой.
В профиле тоннель односкатный, с подъемом от северного портала к южному с уклонами от 0,5 до 1,7 %. Очертание обделки — подъемистый свод. Освещение в тоннеле — искусственное, вентиляция — с естественным побуждением.

## История строительства
Тоннель возведен горным способом в 1980—1986 годах ОТСУ «Североосетавтодором» при строительстве Транскавказской магистрали. Современники отмечают большую личную роль в строительстве тоннеля Б. Т. Теблоева, руководившего «Североосетавтодором».
Строительная и проектная документация сооружения в полном объёме не сохранилась — как и у большинства тоннелей Транскама, возведенных в 1980-х годах. Проектная организация тоннеля не установлена. Сохранилось три чертежа и два акта исполнительной документации. Акт о приемке тоннеля отсутствует.

## Эксплуатация
Эксплуатируется филиалом ГУ УПРДОР «Сев. Кавказ», ЗАО «Шахтосервисом», ДРСУ-12.

## Состояние тоннеля
В 2003 году тоннель обследовался НИЦ «Тоннели и метрополитены» ОАО ЦНИИС. По результатам обследования были составлены два документа — «Заключение» по инженерно-геологическим условиям и «Паспорт» тоннеля с комплектом документов. Тоннель расположен на автомобильной дороге II категории, для которой интенсивность движения может находиться в пределах 6000—14000 авт/сут, а расчетная скорость движения — 60 км/ч. В экспертном заключении в 2003 году было рекомендовано снизить скорость движения по тоннелю в связи с негабаритностью сооружения, а также отмечалось, что безопасность движения по тоннелю может быть обеспечена только при условии устройства систем освещения, кроме того, техническое оснащение Луарского тоннеля не соответствует требованиям автодороги II категории (интенсивность движения по тоннелю должна быть установлена, как на автодороге V категории).
В числе основных дефектов сооружения отмечались:
- негабаритность тоннеля (вызвана переборами и недоборами грунта при проведении буро-взрывных работ);
- дефекты проезжей части в сочетании со значительным её увлажнением (из-за протечек сквозь технологические швы в отделке из монолитного железобетона и торкрета — за обделкой тоннеля нет гидроизоляции, а также за счет неорганизованного водостока);
- недостаточная освещенность тоннеля или её отсутствие;
- отсутствие заградительной сигнализации;
- отсутствие раструбных участков во въездных зонах тоннеля;
- отсутствие защиты от камнепада на подходе к южному порталу;
- отсутствие у порталов площадок разворота транспортных средств — на случай аварийной ситуации в тоннеле;
- в тоннеле отсутствуют деформационные и сейсмические швы;
- сервисные штольни не имеют бетонных полов, стационарного электроосвещения, тамбур-шлюзов с противопожарными дверями, выходы перекрыты решетками;
- отсутствие технических средств противопожарной защиты.

В марте и мае 2005 года в порядке подготовки к полномасштабным исследованиям по программе, нацеленной на анализ рисков, частичное обследование выполнялось Сибирским государственным университетом путей сообщения (СГУПС). К этому моменту система освещения, находившаяся долгое время в аварийном состоянии, практически перестала функционировать. Запланированные на лето 2005 года работы были отменены из-за задержки финансирования.